# Шишман (Ђаковица)
Шишман (алб. Shishman) је насељено место у општини Ђаковица, на Косову и Метохији. Према попису становништва из 2011. у насељу је живело 503 становника.

## Становништво
Према попису из 2011. године,Шишман има следећи етнички састав становништва:
| Националност | 2011.        |
| Албанци      | 451 (89,66%) |
| Египћани     | 51 (10,14%)  |
| неизјашњен   | 1 (0,20%)    |
| Укупно       | 503          |

| Демографија | Демографија | Демографија |
| Година      | Становника  | Становника  |
| ----------- | ----------- | ----------- |
| 1948.       | 318         |             |
| 1953.       | 338         |             |
| 1961.       | 422         |             |
| 1971.       | 443         |             |
| 1981.       | 609         |             |
| 1991.       | 729         |             |
| 2011.       | 503         |             |